# Micrathyria pseudhypodidyma
Micrathyria pseudhypodidyma – gatunek ważki z rodziny ważkowatych (Libellulidae).